# Guerra Genkō
La Guerra Genkō (元弘の乱 Genkō no Ran?) (1331-1333) fue un conflicto civil en Japón que marcó la caída del shogunato Kamakura (鎌倉幕府) y el final de la influencia del clan Hōjō (北条氏). La guerra precedió al período Nanbokuchō (南北朝時代) y la ascensión del shogunato Ashikaga (足利幕府 o 室町幕府).
A través del período Kamakura (鎌倉時代), el shogunato fue controlado por el clan Hōjō, cuyos miembros llevaron el título de regente del shōgun (shikken, 執権), y lo convirtieron en hereditario dentro del clan. El emperador (天皇) no era más que un símbolo, no teniendo ningún poder administrativo.
En 1331, el Emperador Go-Daigo (後醍醐天皇) dispuesto a tomar el gobierno y a derrocar al shogunato. Junto un ejército con sus partidarios leales, atacó al shikken en el capital del shogunato de Kamakura (鎌倉). Lo derrotaron, como resultado de la traición de un asociado cercano, Yoshida Sadafusa. El emperador ocultó los tesoros sagrados en un castillo aislado en Kasagiyama (ciudad del distrito de Kasagi, de Sōraku, en la prefectura de Kioto) y levantó un ejército, pero el castillo cayó ante el ejército del shogunato al año siguiente. El shogunato puso en el trono al emperador Kōgon y exiliaron a Go-Daigo a la isla de Oki. Éste era el mismo lugar donde el emperador Go-Toba fue exiliado en 1198.
El príncipe Morinaga (護良親王) hijo del emperador continuó luchando, conduciendo el ejército de su padre junto a Kusunoki Masashige (楠木 正成).
Dos años después de su exilio, con la ayuda de Nawa Nagatoshi y su familia, el emperador Go-Daigo, escapo de Oki en 1333, levantando un ejército en la montaña de Funagami en la provincia de Hōki (ciudad de Kotoura en el distrito de Tōhaku, en la prefectura de Tottori).
Mientras tanto, Ashikaga Takauji (足利 尊氏), general en jefe de la familia Hōjō, se volvió contra los Hōjō, combatiendo para el emperador con las esperanzas de nombrarlo shogun. Simultáneamente, Nitta Yoshisada (新田 義貞) sitió Kamakura prendiéndole fuego a la ciudad, poniendo fin así al shogunato Kamakura.
Con la ciudad en llamas, el shogunato cayó, y el poder de los Hōjō con ella. El emperador Go-Daigo volvió a Kioto (京都), y al poder demandado en qué vino a ser conocido como la restauración Kemmu (建武の新政). Aunque esto duraría solamente algunos años. En 1336 Ashikaga Takauji se nombró Shogun (将軍) y tomó el poder de Go-Daigo, comenzando así las guerras Nanboku-chō y el shogunato Ashikaga.
El nombre japonés para este conflicto es “Genkō no Ran” que se traduce como “caos de Genkō.” Otro nombre para este conflicto es el incidente de Genkō, o en japonés, “Genkō no Hen”. Genkō (元弘) es el nombre de la era japonesa que corresponde al período 1331-1334.